# Schloss Walchsing

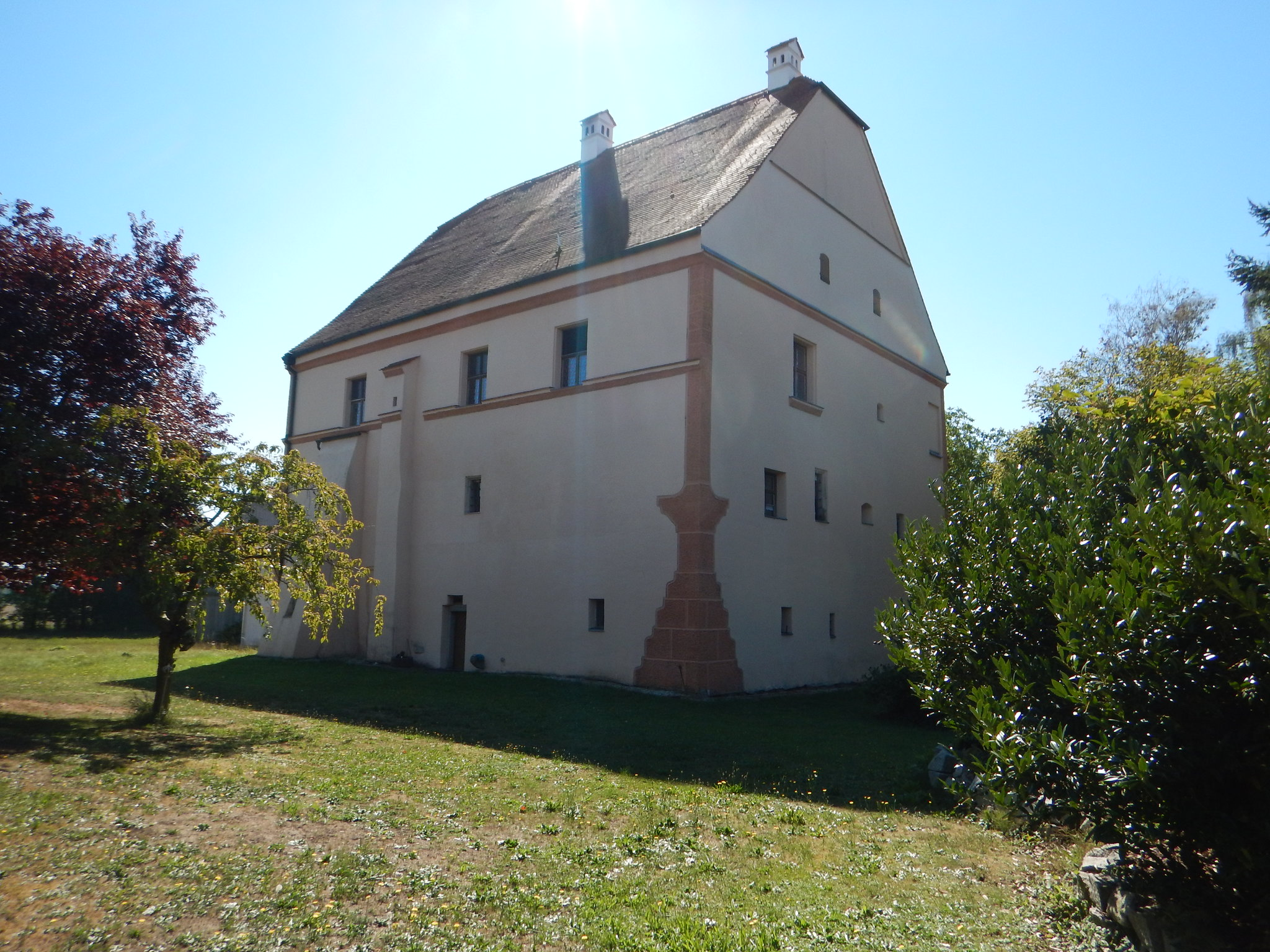
Schloss Walchsing

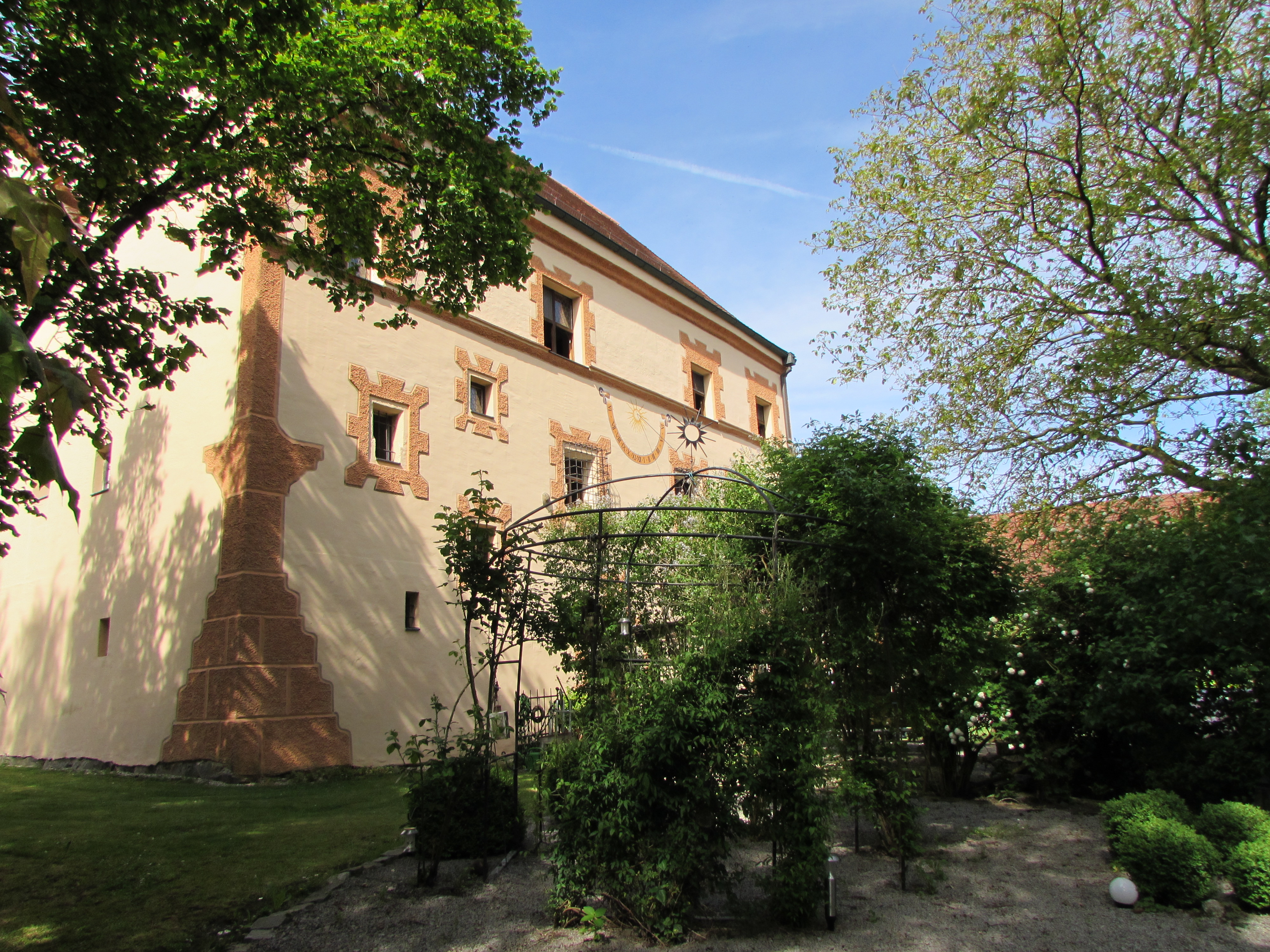
Detail – Schloss Walchsing

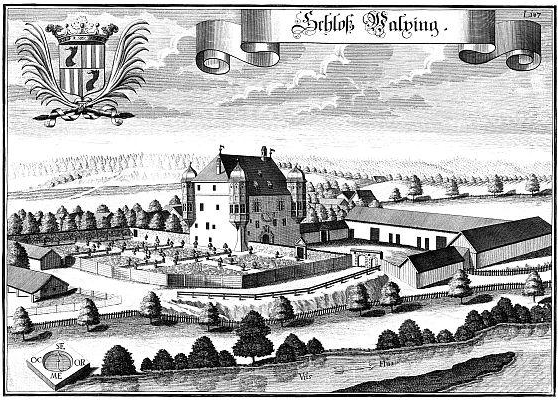
Schloss Walchsing nach einem Stich von Michael Wening (1723)

Das Schloss Walchsing ist ein kleines Schloss  der Grafen von Goder in Walchsing, einem Ortsteil der Gemeinde Aldersbach im niederbayerischen Landkreis Passau.

## Geschichte

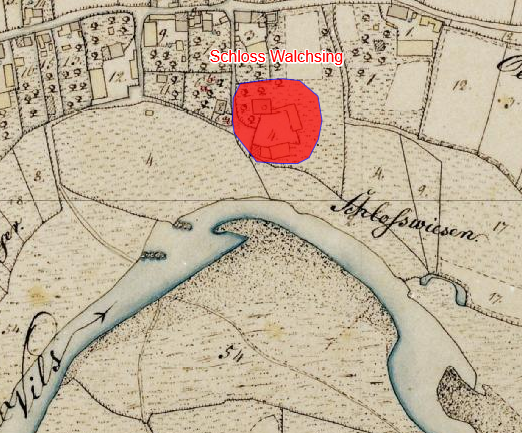
Lageplan von Schloss Walchsing auf dem Urkataster von Bayern

Um 1140 werden die Herren von Walchsing zum ersten Mal erwähnt. Um 1459/63 erfolgte die Errichtung des heutigen Baus, in der zweiten Hälfte des 16. Jahrhunderts dann ein spätgotischer Ausbau, die Gestaltung des Saals im Obergeschoss dann 1569–1581. Das dreigeschossige Gebäude mit Krüppelwalmdach wurde 1980 restauriert und dient als Hotel mit zehn Gästezimmern.

## Baubeschreibung
Der Bereich des Schlosses ist als Bodendenkmal im Bayernatlas (Aktennummer D-2-7344-0332) mit der Beschreibung „untertägige mittelalterliche und frühneuzeitliche Befunde im Bereich des spätmittelalterlichen Schlosses Walchsing, zuvor mittelalterlicher Adelssitz“ ausgewiesen, das Schloss selbst als Baudenkmal (Aktennummer D-2-75-114-76). Die Beschreibung des Bayerischen Landesamts für Denkmalpflege lautet:

„Schloss Walchsing: im Kern spätgotischer Bau von 1459, um 1570/80 ausgebaut; mit Ausstattung
Hofportal frühbarock, gegen Mitte 17. Jahrhundert“